# ヌエボトウショウ
ヌエボトウショウ（欧字名:Nuevo Tosho、1987年5月30日 - 不明）は、日本の競走馬、繁殖牝馬。主な勝ち鞍に1990年のサファイヤステークス、1991年の朝日チャレンジカップ、1992年の北九州記念、愛知杯、1993年の京都牝馬特別。主戦騎手は角田晃一。
半弟に、2000年の中日新聞杯を制したトウショウアンドレがいる。

## 経歴

### 競走馬時代
デビューは遅く、1990年4月22日の京都競馬場第4競走の4歳未勝利よりデビュー。鞍上は、その後ほとんどのレースで騎乗することになる角田晃一で、1番人気に支持されていたが4着に敗れる。しかし5月6日の未勝利戦ではしっかり1番人気に応え、2着に3馬身差もつける圧勝を見せた。ここから500万下条件を3戦しいずれも3着、続く北洋特別（同条件）でようやく勝利すると、HTB杯（900万下）も快勝、その勢いのまま初重賞参戦となるサファイヤステークスでは、翌月にローズステークスを制することになるカツノジョオーに1馬身3/4差を付けて勝利した。この時の3着に、この後もたびたび対戦し、ライバルとも呼ばれるようになるイクノディクタスが入っている。初重賞制覇が不良馬場、全9勝中7勝が稍重～不良の道悪巧者、道悪の鬼と呼ばれた父トウショウゴッドの血を受け継いでいた。
続くローズステークスでは先述のカツノジョオーが7番人気で制し、3番人気に支持されていたヌエボトウショウは7着と初の掲示板外を経験する。ここからしばらく調子を落とし、5番人気で挑んだ牝馬三冠の最終レース・エリザベス女王杯ではキョウエイタップの14着と惨敗。年が明け半年振りのレース出走となったオーストラリアトロフィーでは4番人気を裏切る9着、阪急杯では11番人気に支持され11着となる。しかしCBC賞では3着と勢いを取り戻し、小倉日経賞2着、北九州記念3着、小倉記念2着と堅実な走りを見せ、9月15日の朝日チャレンジカップで2着のイクノディクタスに2馬身差をつけ勝利、重賞2勝目を挙げた。さらに、続く天皇賞・秋でも5着と健闘し、この年のレースを終えた。
1992年は半年以上休養し、小倉日経賞より始動し1番人気に応える1着。続く北九州記念でも、この年に天皇賞・秋を制することになるレッツゴーターキンをクビ差退け勝利し重賞3勝目を挙げる。この勢いで産経賞オールカマーに1番人気で臨むも、上位5頭のうち4頭が5番人気以下という波乱となり、ヌエボトウショウは10着に沈む大敗。ここで優勝したのはイクノディクタスであった。その後の天皇賞・秋では6着となり、1番人気に支持されながら7着に沈んだトウカイテイオーに先着。続くマイルチャンピオンシップではダイタクヘリオスの4着で、翌年にGⅠ競走を2勝する5着のヤマニンゼファーに先着するなど善戦した。そして年末の愛知杯を制し重賞4勝目を挙げ、この年のレースを終えた。
1993年はスポーツニッポン賞金杯より始動。6番人気に支持されたが8着に終わる。しかし、2番人気で挑んだ京都牝馬特別では再び勝利し、重賞5勝目を挙げた。このレースを最後に競走馬を引退。

### 引退後
引退後は故郷のトウショウ牧場で繁殖牝馬となるも、2003年頃にビッグレッドファームへ売却される。そこで2年連続アグネスデジタルを種付けするも不受胎となり、2005年12月付で転売不明となった。
なお、産駒のうち最も多くの賞金を稼いだマイネルモデルノは、2018年に筑波大学馬術部所属の乗用馬・桐翠として登録されている。

## 競走成績
以下の内容は、netkeiba.comおよびJBISサーチに基づく。
| 競走日     | 競馬場 | 競走名           | 格      | 距離（馬場）  | 頭 数 | 枠 番 | 馬 番 | オッズ （人気） | 着順 | タイム （上り3F） | 着差 | 騎手      | 斤量 [kg] | 1着馬（2着馬）         | 馬体重 [kg] | 備考     |
| ---------- | ------ | ---------------- | ------- | ------------- | ----- | ----- | ----- | --------------- | ---- | ----------------- | ---- | --------- | --------- | ---------------------- | ----------- | -------- |
| 1990.04.22 | 京都   | 4歳未勝利        |         | 芝1600m（良） | 13    | 1     | 1     | 002.80（1人）   | 04着 | R1:39.0（52.1）   | -1.6 | 0角田晃一 | 52        | マチカネアマツカゼ     | 478         |          |
| 0000.05.06 | 京都   | 4歳未勝利        |         | 芝1200m（稍） | 15    | 6     | 11    | 001.40（1人）   | 01着 | R1:11.4（47.2）   | -0.5 | 0角田晃一 | 52        | （アドバンテージ）     | 470         |          |
| 0000.06.02 | 阪神   | 4歳500万下       |         | 芝1400m（良） | 11    | 6     | 6     | 002.50（2人）   | 03着 | R1:24.4（48.3）   | -0.2 | 0角田晃一 | 52        | サウザンドアイズ       | 478         |          |
| 0000.07.08 | 中京   | 4歳500万下       |         | 芝1200m（良） | 14    | 4     | 6     | 003.40（2人）   | 03着 | R1:10.5（36.4）   | -0.8 | 0小島貞博 | 53        | コスモオリンピア       | 476         |          |
| 0000.08.04 | 函館   | 4歳上500万下     |         | 芝1800m（良） | 10    | 4     | 4     | 002.30（1人）   | 03着 | R1:48.4（35.9）   | -0.0 | 0角田晃一 | 52        | フォーティマイルズ     | 490         |          |
| 0000.08.18 | 函館   | 北洋特別         | 500万下 | 芝1800m（稍） | 8     | 7     | 7     | 001.60（1人）   | 01着 | R1:49.5（37.4）   | -0.3 | 0角田晃一 | 53        | （モガミシラオキ）     | 488         |          |
| 0000.09.08 | 函館   | HTB杯            | 900万下 | 芝1800m（良） | 10    | 8     | 10    | 001.90（1人）   | 01着 | R1:49.8（36.2）   | -0.3 | 0角田晃一 | 53        | （カナルウォーター）   | 490         |          |
| 0000.09.30 | 中京   | サファイヤS      | GIII    | 芝1700m（不） | 10    | 1     | 1     | 003.60（1人）   | 01着 | R1:45.7（38.4）   | -0.3 | 0角田晃一 | 54        | （カツノジョオー）     | 486         |          |
| 0000.10.21 | 京都   | ローズS          | GII     | 芝2000m（良） | 14    | 7     | 11    | 003.90（3人）   | 07着 | R2:01.4（47.8）   | -0.8 | 0角田晃一 | 55        | カツノジョオー         | 484         |          |
| 0000.11.11 | 京都   | エリザベス女王杯 | GI      | 芝2400m（良） | 18    | 8     | 16    | 011.40（5人）   | 14着 | R2:27.7（50.1）   | -2.2 | 0角田晃一 | 55        | キョウエイタップ       | 482         |          |
| 1991.04.21 | 京都   | オーストラリアT  | OP      | 芝1800m（良） | 9     | 8     | 8     | 009.20（4人）   | 09着 | R1:49.3（49.8）   | -2.0 | 0角田晃一 | 53        | メインキャスター       | 468         |          |
| 0000.06.02 | 京都   | 阪急杯           | GIII    | 芝1400m（不） | 14    | 5     | 9     | 032.4（11人）   | 11着 | R1:25.2（50.2）   | -1.7 | 0角田晃一 | 52        | ジョーロアリング       | 488         |          |
| 0000.06.23 | 中京   | CBC賞            | GII     | 芝1200m（不） | 11    | 3     | 3     | 007.80（3人）   | 03着 | R1:11.3（36.5）   | -0.5 | 0角田晃一 | 55        | フェイムオブラス       | 486         |          |
| 0000.07.14 | 小倉   | 小倉日経賞       | OP      | 芝1700m（良） | 8     | 6     | 6     | 002.90（1人）   | 02着 | R1:40.6（34.7）   | -0.1 | 0角田晃一 | 53        | ホクセイシプレー       | 486         |          |
| 0000.08.04 | 小倉   | 北九州記念       | GIII    | 芝1800m（良） | 12    | 5     | 6     | 003.50（1人）   | 03着 | R1:47.4（36.1）   | -0.5 | 0角田晃一 | 54        | ムービースター         | 484         |          |
| 0000.08.25 | 小倉   | 小倉記念         | GIII    | 芝2000m（良） | 10    | 3     | 3     | 006.90（3人）   | 02着 | R2:03.0（34.4）   | -0.3 | 0角田晃一 | 53        | ナイスネイチャ         | 488         |          |
| 0000.09.15 | 中京   | 朝日チャレンジC  | GIII    | 芝2000m（稍） | 16    | 2     | 4     | 006.30（3人）   | 01着 | R1:59.1（34.0）   | -0.3 | 0角田晃一 | 54        | （イクノディクタス）   | 488         |          |
| 0000.10.27 | 東京   | 天皇賞（秋）     | GI      | 芝2000m（不） | 18    | 8     | 18    | 021.90（7人）   | 05着 | R2:04.2（38.1）   | -0.3 | 0角田晃一 | 56        | プレクラスニー         | 492         | [ 注 3 ] |
| 1992.07.19 | 小倉   | 小倉日経賞       | OP      | 芝1700m（良） | 12    | 4     | 4     | 002.10（1人）   | 01着 | R1:41.4（34.8）   | -0.1 | 0角田晃一 | 55        | （イブキリセス）       | 484         |          |
| 0000.08.09 | 小倉   | 北九州記念       | GIII    | 芝1800m（稍） | 13    | 8     | 13    | 001.70（1人）   | 01着 | R1:46.8（35.1）   | -0.0 | 0角田晃一 | 56        | （レッツゴーターキン） | 492         |          |
| 0000.09.20 | 中山   | オールカマー     | GIII    | 芝2200m（良） | 14    | 8     | 13    | 002.10（1人）   | 10着 | R2:13.4（37.0）   | -1.3 | 0角田晃一 | 54        | イクノディクタス       | 492         |          |
| 0000.11.01 | 東京   | 天皇賞（秋）     | GI      | 芝2000m（良） | 18    | 7     | 13    | 023.40（7人）   | 06着 | R1:59.1（37.2）   | -0.5 | 0角田晃一 | 56        | レッツゴーターキン     | 496         |          |
| 0000.11.22 | 京都   | マイルCS         | GI      | 芝1600m（良） | 18    | 6     | 11    | 019.60（7人）   | 04着 | R1:34.0（46.6）   | -0.7 | 0角田晃一 | 55        | ダイタクヘリオス       | 492         |          |
| 0000.12.13 | 中京   | 愛知杯           | GIII    | 芝2000m（稍） | 11    | 6     | 7     | 002.70（1人）   | 01着 | R2:02.5（34.9）   | -0.1 | 0角田晃一 | 57        | （カリブソング）       | 488         |          |
| 1993.01.05 | 京都   | 金杯             | GIII    | 芝2000m（良） | 16    | 7     | 13    | 011.00（6人）   | 08着 | R2:01.5（46.2）   | -0.1 | 0角田晃一 | 58        | エルカーサリバー       | 488         |          |
| 0000.01.31 | 京都   | 京都牝馬特別     | GIII    | 芝1600m（良） | 11    | 8     | 10    | 003.30（2人）   | 01着 | R1:34.0（44.9）   | -0.2 | 0角田晃一 | 58        | （ラビットボール）     | 482         |          |

## 繁殖成績
9番仔スタートウショウの産駒ニッポンダエモンが2017年の若駒賞勝ち、ベンテンコゾウが2019年の京成盃グランドマイラーズなど地方重賞8勝の成績を残している。
|        | 馬名               | 誕生年 | 毛色   | 父                   | 性 | 厩舎                                         | 馬主                           | 戦績・備考            | 出典   |
| ------ | ------------------ | ------ | ------ | -------------------- | -- | -------------------------------------------- | ------------------------------ | --------------------- | ------ |
| 初仔   | トウショウコスモス | 1994年 | 栗毛   | セクレト             | 牡 | 栗東・渡辺栄                                 | トウショウ産業                 | 4戦0勝（引退）        | [ 7 ]  |
| 2番仔  | （不受胎）         | 1995年 |        | マルゼンスキー       |    |                                              |                                |                       |        |
| 3番仔  | ニュエラトウショウ | 1996年 | 鹿毛   | ソヴィエトスター     | 牝 | 栗東・渡辺栄                                 | トウショウ産業                 | 12戦0勝（引退・繁殖） | [ 8 ]  |
| 4番仔  | アンジュトウショウ | 1997年 | 鹿毛   | オジジアン           | 牝 | 栗東・渡辺栄                                 | トウショウ産業                 | 1戦0勝（引退・繁殖）  | [ 9 ]  |
| 5番仔  | トウショウサクセス | 1998年 | 鹿毛   | メジロライアン       | 牡 | 栗東・渡辺栄 →道営・恵多谷豊                 | トウショウ産業 →田村義徳       | 24戦1勝（引退）       | [ 10 ] |
| 6番仔  | デジタルトウショウ | 1999年 | 鹿毛   | ラストタイクーン     | 牝 | 栗東・渡辺栄 →高崎・新井明 →高知・雑賀正光   | トウショウ産業 →西三雄         | 51戦1勝（引退）       | [ 11 ] |
| 7番仔  | ロータストウショウ | 2000年 | 栗毛   | サクラバクシンオー   | 牝 | 栗東・坪憲章                                 | トウショウ産業                 | 7戦0勝（引退・繁殖）  | [ 12 ] |
| 8番仔  | トウショウジェイル | 2001年 | 黒鹿毛 | オペラハウス         | 牡 | 栗東・坪憲章                                 | トウショウ産業                 | 19戦1勝（引退）       | [ 13 ] |
| 9番仔  | スタートウショウ   | 2002年 | 鹿毛   | スキャターザゴールド | 牝 | 美浦・大久保洋吉 →美浦・土田稔 →岩手・伊藤和 | トウショウ産業 →日下部勝徳     | 30戦8勝（引退・繁殖） | [ 14 ] |
| 10番仔 | マイネルモデルノ   | 2004年 | 鹿毛   | バブルガムフェロー   | 牡 | 美浦・萱野浩二                               | サラブレッドクラブ・ラフィアン | 32戦3勝（引退）       | [ 15 ] |
| 11番仔 | （不受胎）         | 2005年 |        | アグネスデジタル     |    |                                              |                                |                       |        |
| 12番仔 | （不受胎）         | 2006年 |        | アグネスデジタル     |    |                                              |                                |                       |        |

## 血統表
| ヌエボトウショウの血統          | ヌエボトウショウの血統                | ヌエボトウショウの血統 | （血統表の出典）      | （血統表の出典） |
| 父系                            | リュティエ系                          | リュティエ系           | リュティエ系          | [ § 2 ]          |
| 父 トウショウゴッド 1977 青鹿毛 | 父の父*ダンディルート 1972 鹿毛       | Luthier                | Klairon               | Klairon          |
| 父 トウショウゴッド 1977 青鹿毛 | 父の父*ダンディルート 1972 鹿毛       | Luthier                | Flute Enchantee       |                  |
| 父 トウショウゴッド 1977 青鹿毛 | 父の父*ダンディルート 1972 鹿毛       | Dentrelic              | Prudent               | Prudent          |
| 父 トウショウゴッド 1977 青鹿毛 | 父の父*ダンディルート 1972 鹿毛       | Dentrelic              | Relict                |                  |
| 父 トウショウゴッド 1977 青鹿毛 | 父の母シルバーボード 1970 黒鹿毛      | *パーシア Parthia      | Persian Gulf          | Persian Gulf     |
| 父 トウショウゴッド 1977 青鹿毛 | 父の母シルバーボード 1970 黒鹿毛      | *パーシア Parthia      | Lightning             |                  |
| 父 トウショウゴッド 1977 青鹿毛 | 父の母シルバーボード 1970 黒鹿毛      | リュウカリム           | *カリム               | *カリム          |
| 父 トウショウゴッド 1977 青鹿毛 | 父の母シルバーボード 1970 黒鹿毛      | リュウカリム           | パシフィックポート    |                  |
| 母 プリティトウショウ 1980 鹿毛 | 母の父トウショウボーイ 1973 鹿毛      | *テスコボーイ          | Princely Gift         | Princely Gift    |
| 母 プリティトウショウ 1980 鹿毛 | 母の父トウショウボーイ 1973 鹿毛      | *テスコボーイ          | Suncourt              |                  |
| 母 プリティトウショウ 1980 鹿毛 | 母の父トウショウボーイ 1973 鹿毛      | *ソシアルバターフライ  | Your Host             | Your Host        |
| 母 プリティトウショウ 1980 鹿毛 | 母の父トウショウボーイ 1973 鹿毛      | *ソシアルバターフライ  | Wisteria              |                  |
| 母 プリティトウショウ 1980 鹿毛 | 母の母*ビバドンナ Vivadonna 1970 鹿毛 | Petingo                | Petition              | Petition         |
| 母 プリティトウショウ 1980 鹿毛 | 母の母*ビバドンナ Vivadonna 1970 鹿毛 | Petingo                | Alcazar               |                  |
| 母 プリティトウショウ 1980 鹿毛 | 母の母*ビバドンナ Vivadonna 1970 鹿毛 | Donna Lolio            | Donatello             | Donatello        |
| 母 プリティトウショウ 1980 鹿毛 | 母の母*ビバドンナ Vivadonna 1970 鹿毛 | Donna Lolio            | Camerita              |                  |
| 母系(F-No.)                     | ビバドンナ系(FN:14-c)                 | ビバドンナ系(FN:14-c)  | ビバドンナ系(FN:14-c) | [ § 3 ]          |
| 5代内の近親交配                 | Hyperion 5×5                          | Hyperion 5×5           | Hyperion 5×5          | [ § 4 ]          |
| 出典                            | 1. 2. 3. 4.                           | 1. 2. 3. 4.            | 1. 2. 3. 4.           | 1. 2. 3. 4.      |

- 父トウショウゴッドは1980年の弥生賞、1982年のダービー卿チャレンジトロフィー、1983年の目黒記念の優勝馬。7頭しか産駒を残すことができず、1989年12月28日に牧場内での交通事故により[18]12歳の若さで死亡したこともあり、中央で勝ち上がった産駒はヌエボトウショウの1頭にとどまった。
- 母プリティトウショウは不出走馬だが、ヌエボトウショウやトウショウアンドレのほかに1997年のフェアリーステークス2着のビクタートウショウを産んだ。